# Apprieu
Apprieu est une commune française située dans le département de l'Isère, en région Auvergne-Rhône-Alpes.
Ancienne paroisse de la province du Dauphiné, la commune est positionnée dans la partie septentrionale du département de l'Isère, entre les agglomérations lyonnaise et grenobloise. Elle est en outre située dans la communauté de communes de Bièvre Est, dont  le siège est fixé à Colombe, une commune limitrophe.

## Géographie

### Situation et description
Apprieu est une commune qui a longtemps gardé un aspect nettement rural avec de nombreux terrains agricoles, mais au cours du XXe siècle et depuis la création de la voie autoroutière Lyon-Grenoble, la commune a connu le développement d'un ensemble industriel et commercial relativement important, situé dans sa périphérie (et partagé avec la ville voisine de Colombe).
Son territoire se situe dans la partie septentrionale du département de l'Isère, entre les agglomérations locales de Bourgoin-Jallieu et de Voiron dans les limites de la partie orientale du plateau des Terres froides et de la plaine de Bièvre.

### Géologie et relief
Apprieu s'étire le long du versant sud de la colline issue d'une moraine des glaciers des Alpes de la dernière ère glaciaire. Son territoire une superficie totale de 1 510 hectares.
La ville présente une altitude mesurée entre 399 mètres pour la mesure la plus basse, située au sud (sortie de la Fure) et 773 mètres pour la partie la plus haute, située au nord (Mont Follet).

### Communes limitrophes
|         | Oyeu                            | Charavines           |
| Colombe | Apprieu                         | Chirens / La Murette |
| Rives   | Réaumont / Saint-Blaise-du-Buis | Saint-Blaise-du-Buis |

### Climat
Pour des articles plus généraux, voir Climat d'Auvergne-Rhône-Alpes et Climat de l'Isère.
En 2010, le climat de la commune est de type climat des marges montargnardes, selon une étude du Centre national de la recherche scientifique s'appuyant sur une série de données couvrant la période 1971-2000. En 2020, Météo-France publie une typologie des climats de la France métropolitaine dans laquelle la commune est exposée à un climat de montagne ou de marges de montagne et est dans la région climatique Alpes du nord, caractérisée par une pluviométrie annuelle de 1 200 à 1 500 mm, irrégulièrement répartie en été.
Pour la période 1971-2000, la température annuelle moyenne est de 10,4 °C, avec une amplitude thermique annuelle de 17,5 °C. Le cumul annuel moyen de précipitations est de 1 303 mm, avec 10,7 jours de précipitations en janvier et 7,4 jours en juillet. Pour la période 1991-2020, la température moyenne annuelle observée sur la station météorologique de Météo-France la plus proche, « Coublevie », sur la commune de Coublevie à 11 km à vol d'oiseau, est de 13,0 °C et le cumul annuel moyen de précipitations est de 1 121,0 mm,. Pour l'avenir, les paramètres climatiques de la commune estimés pour 2050 selon différents scénarios d'émission de gaz à effet de serre sont consultables sur un site dédié publié par Météo-France en novembre 2022.

### Hydrographie
Le territoire communal est bordé dans sa partie méridionale par la Fure, affluent de l'Isère, d'une longueur de 25 kilomètres. Celle-ci est franchie par un grand viaduc en béton armé et dénommé viaduc de la Fure et permettant le passage de la voie autoroutière Grenoble - Lyon

Quelques photos du viaduc de la Fure à Apprieu
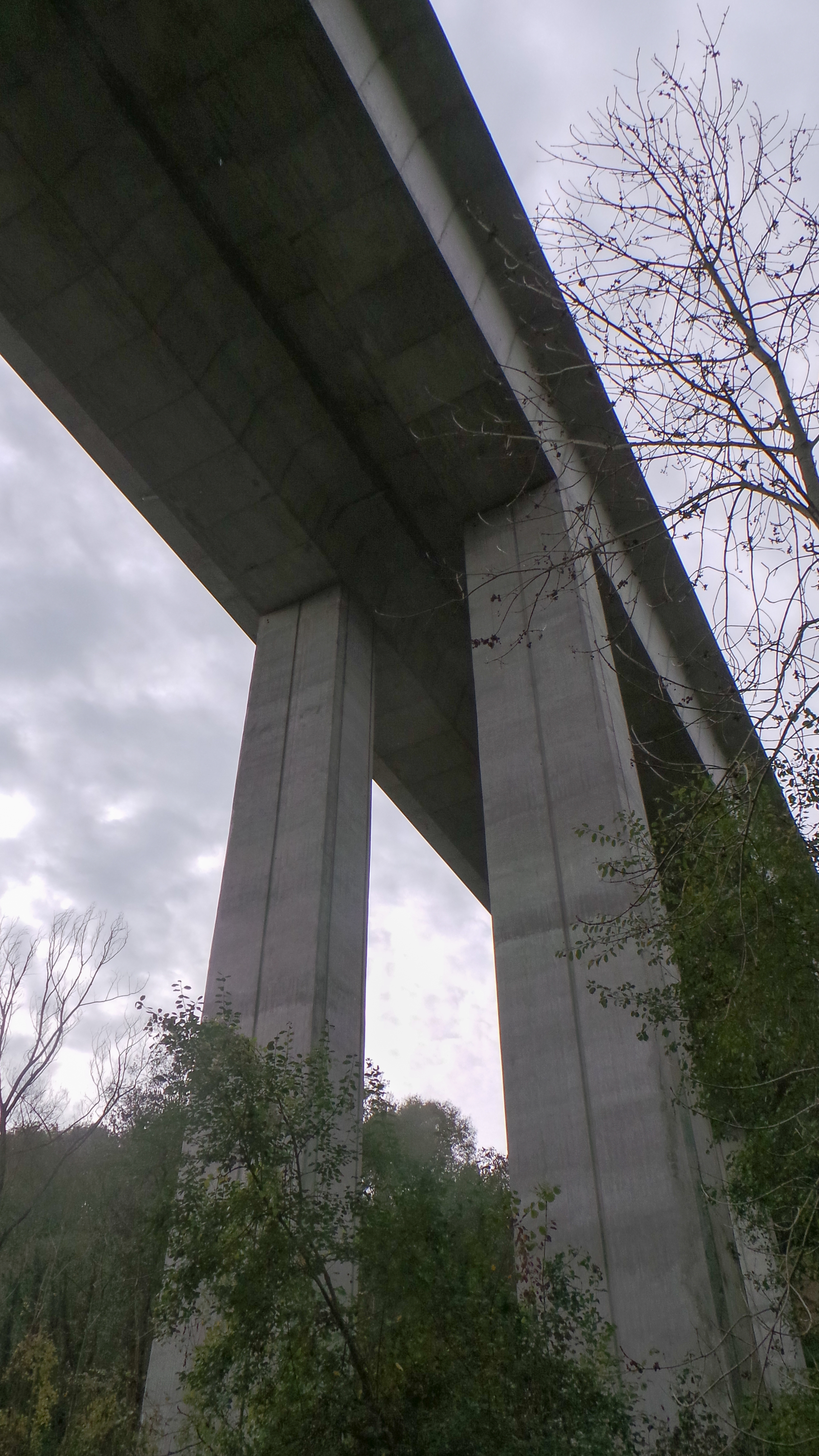
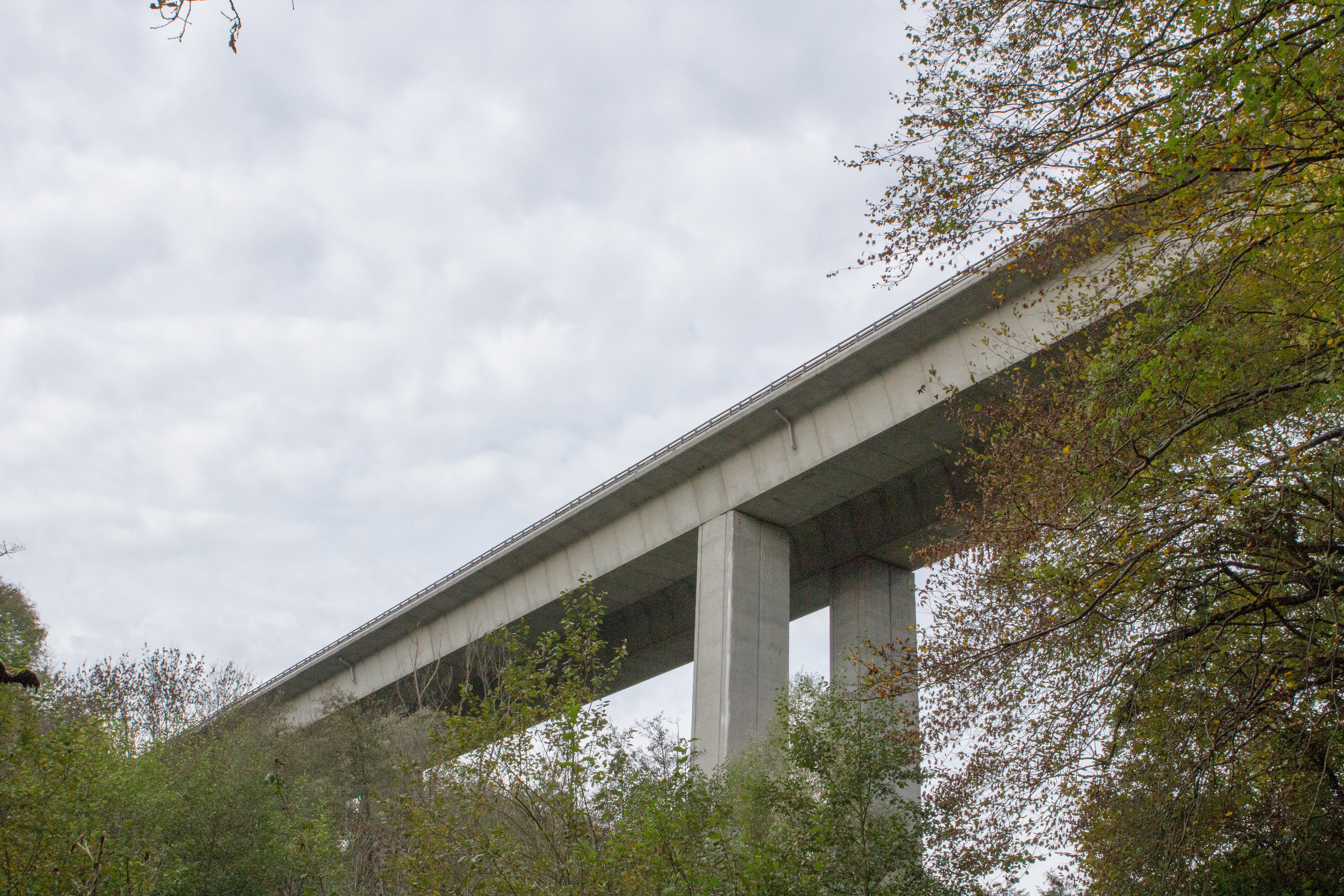
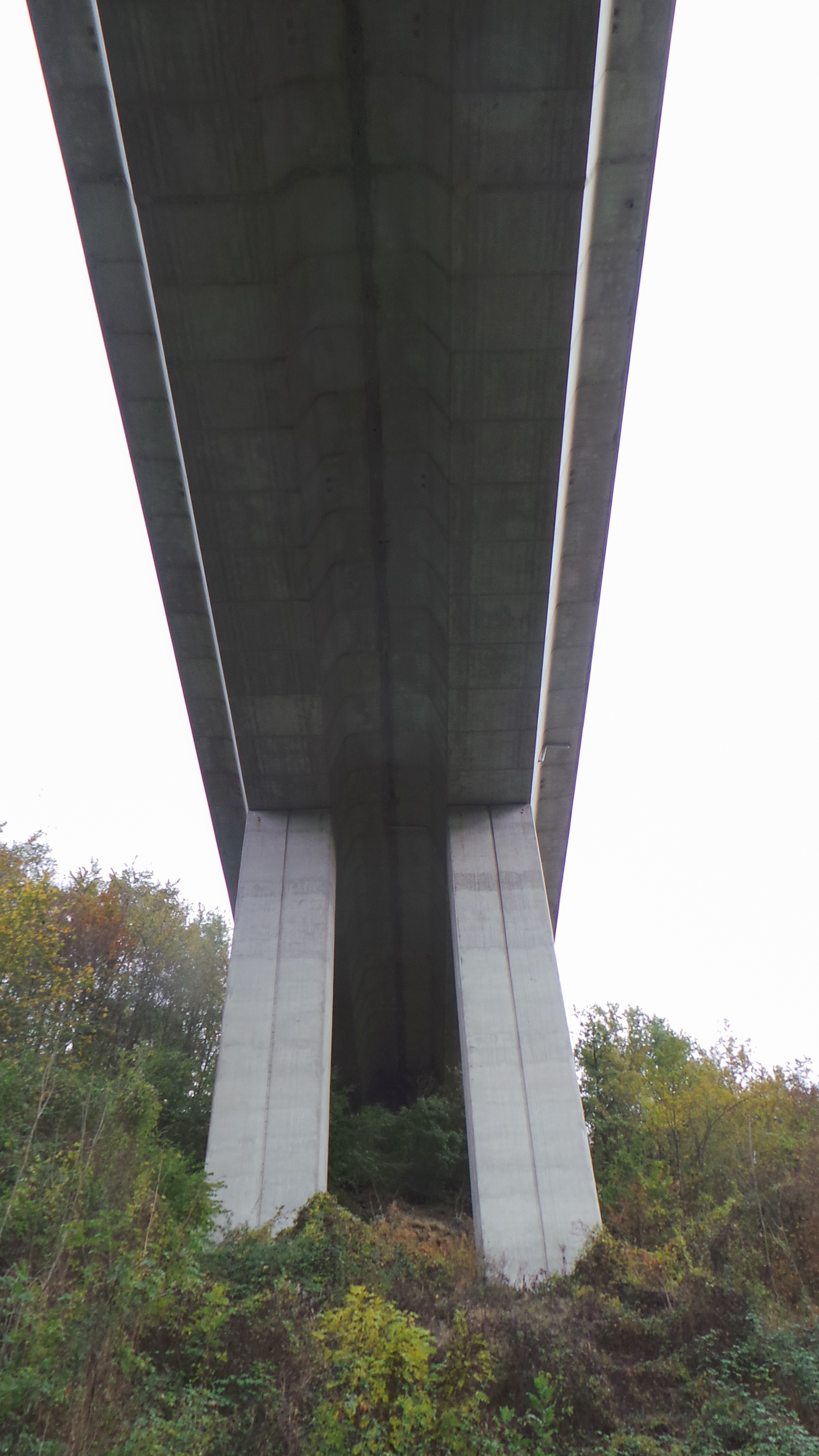
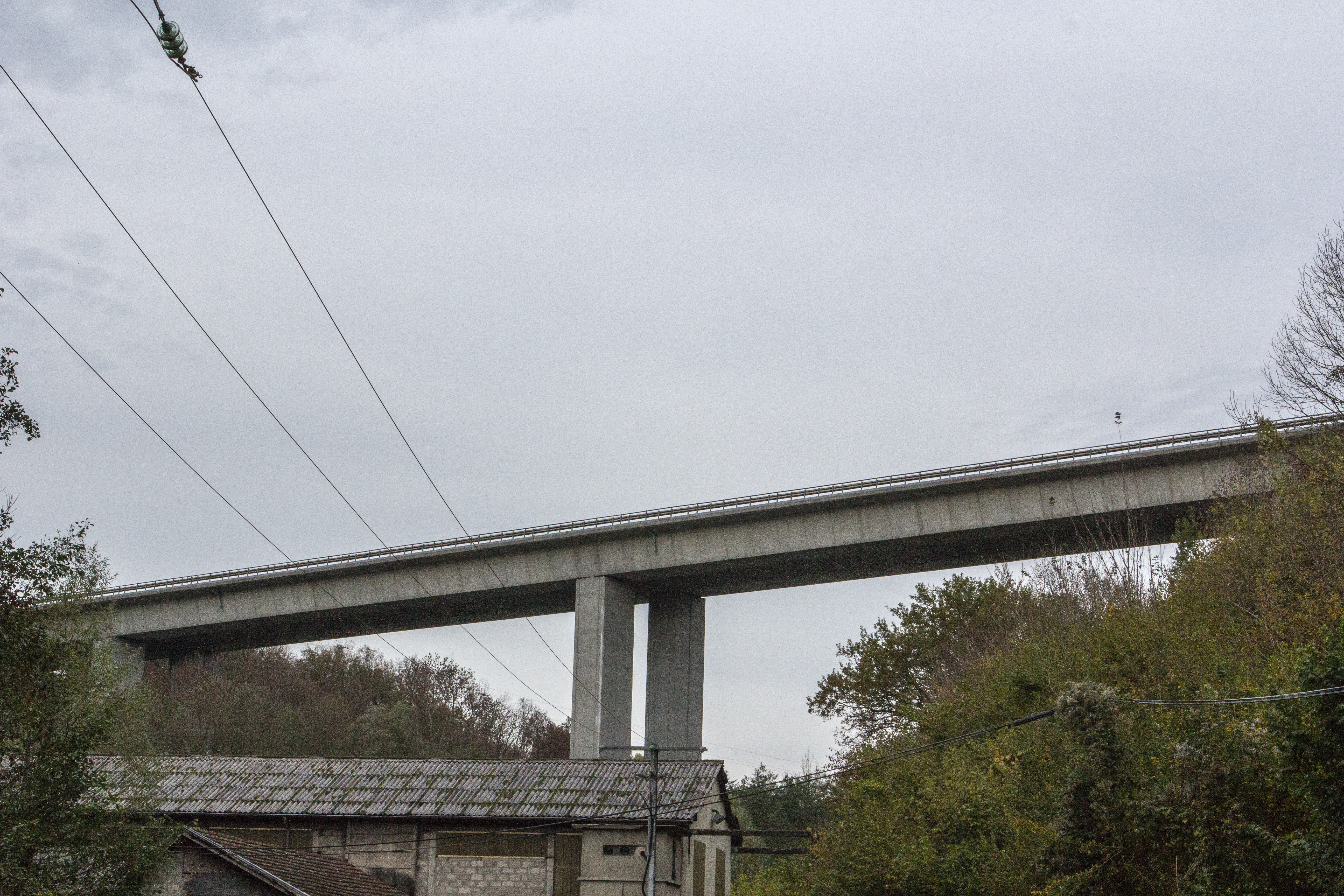
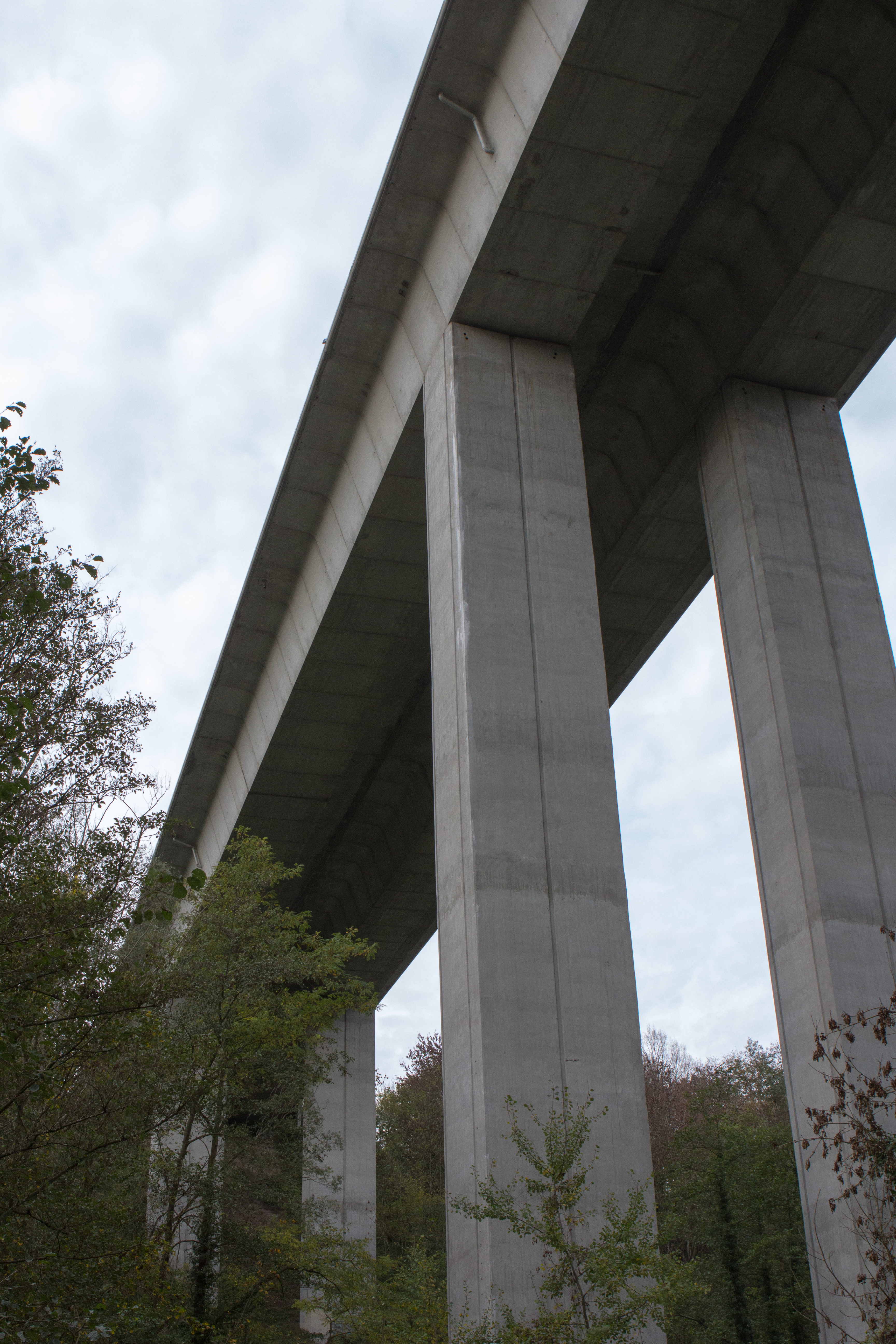
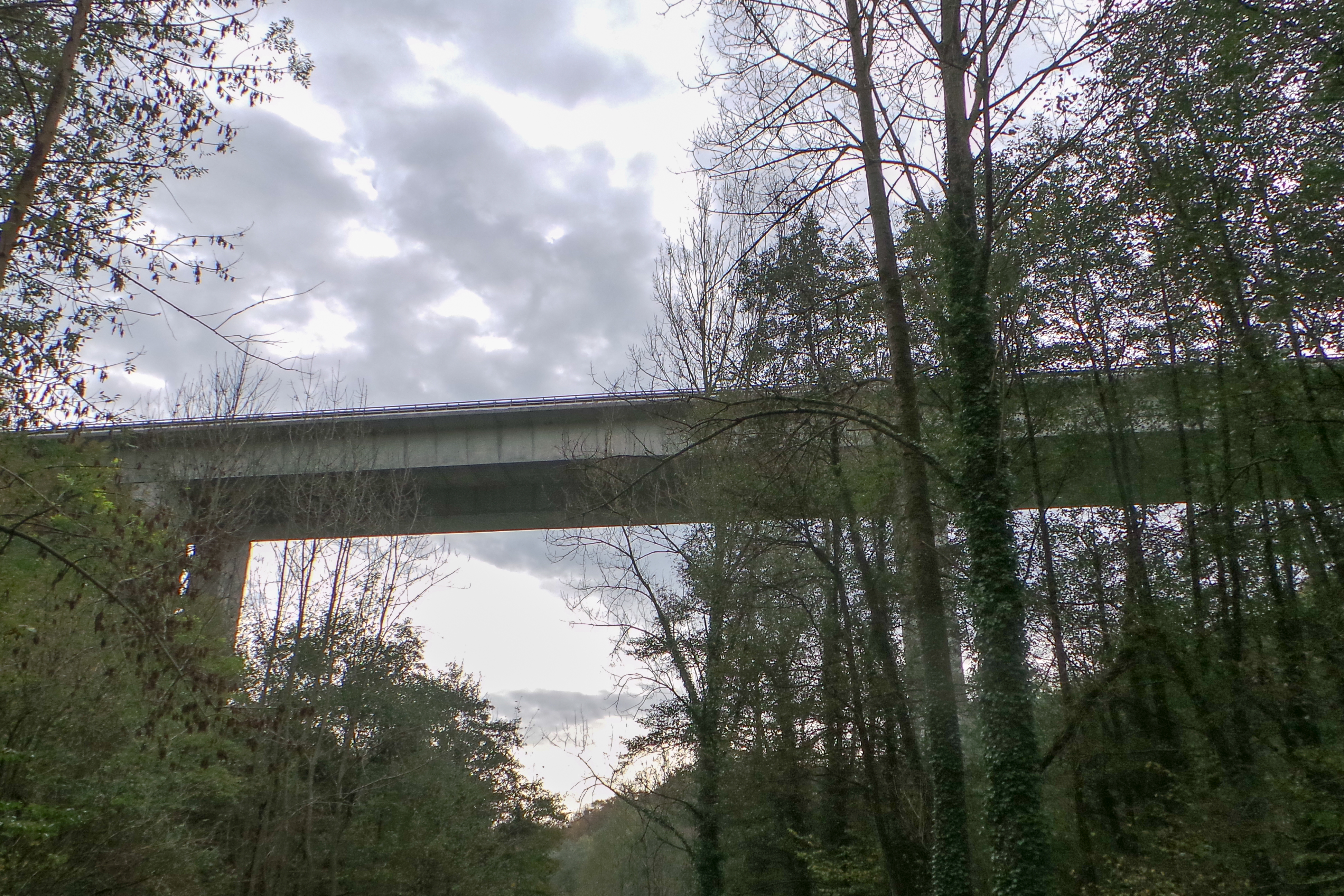

### Voies de communication

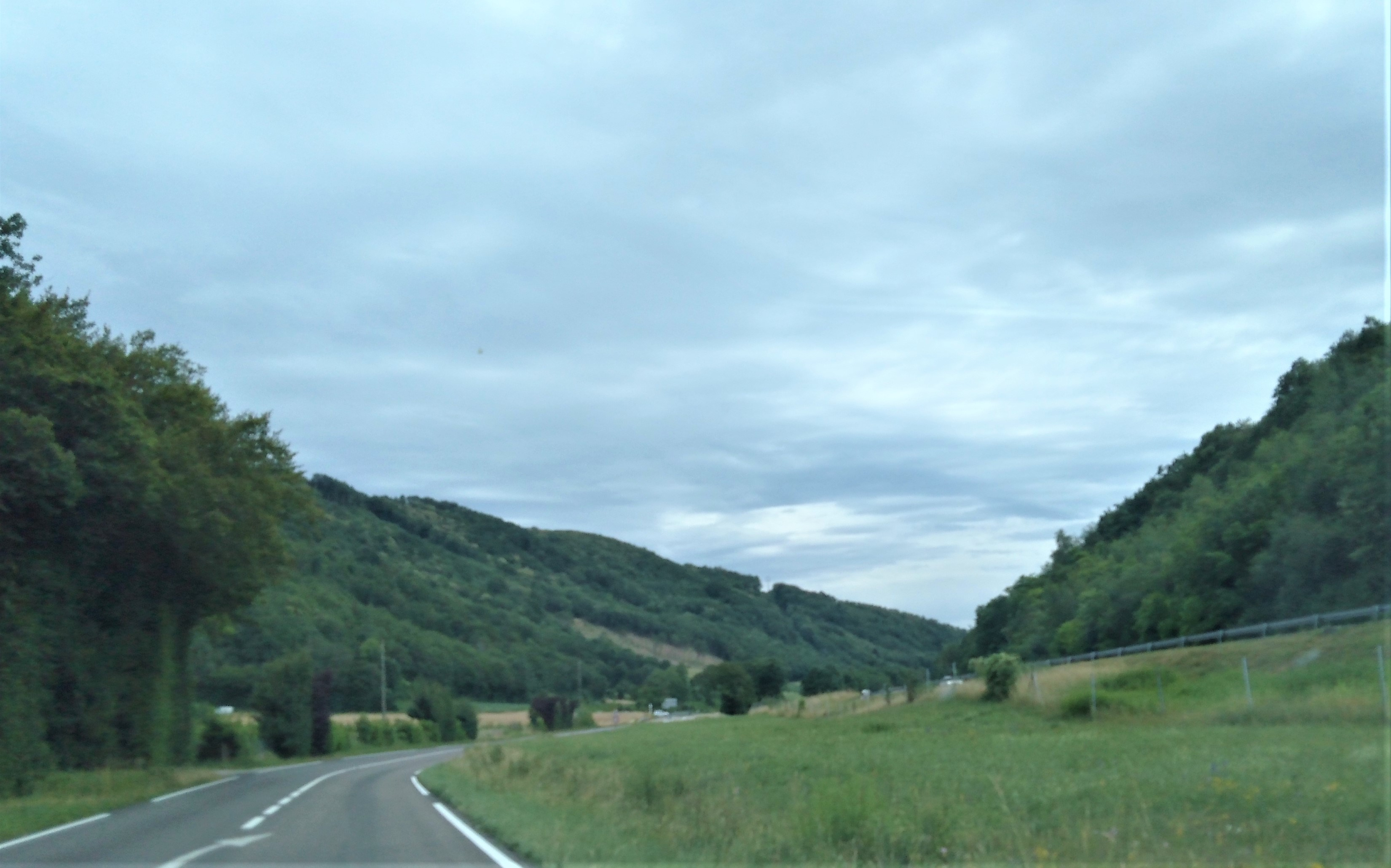
La RD 520 dans la trouée de Colombe entre Colombe et Apprieu

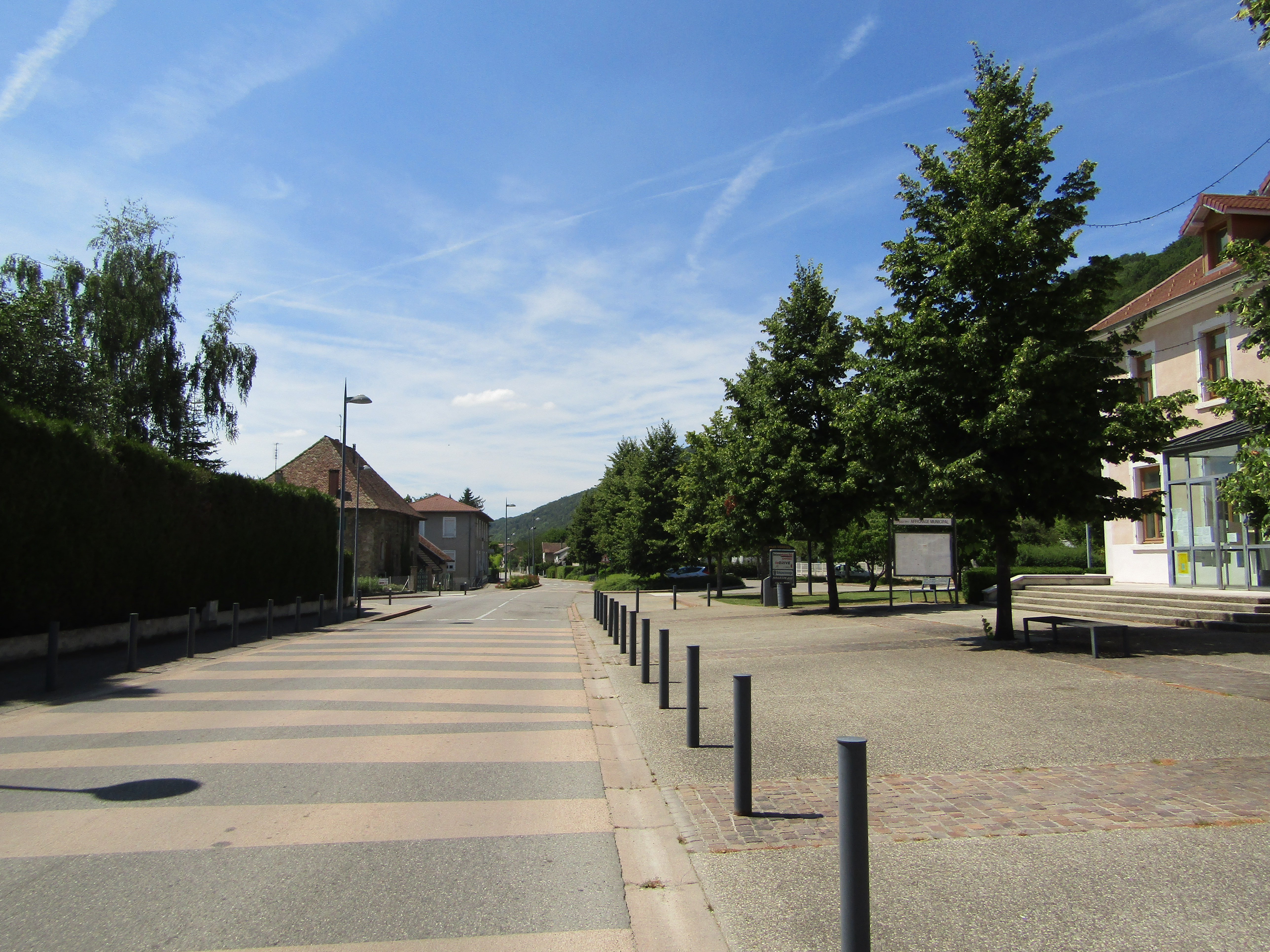
La RD 520 dans le bourg d'Apprieu

#### Voies routières
L'autoroute A48  qui relie l'agglomération Lyonnaise à celle de Grenoble longe la partie orientale du territoire de la commune (secteur de La Contamine).
La commune est donc directement desservie par cette voie routière grâce à l'installation d'une bretelle d'accès qui est celle qui dessert l'agglomération de Rives.
- 9 Rives à 10 km : Rives, La Côte-Saint-André

Selon la carte IGN, consultable sur le site géoportail, le territoire communal est également traversé par plusieurs routes départementales :
- La RD520 qui correspond à l'ancien tracé de la RN520 qui autrefois reliait la ville de Bourgoin-Jallieu par Les Éparres à la commune des Échelles en Savoie. Cette route, qui traverse le bourg central d'Apprieu, a été déclassée en route départementale lors de la réforme de 1972.
- La RD50 qui relie la commune de Charavines à la commune de Rives après avoir longé la Fure et traversé le hameau du Rivier d'Apprieu.

## Urbanisme

### Typologie
Au 1er janvier 2024, Apprieu est catégorisée bourg rural, selon la nouvelle grille communale de densité à sept niveaux définie par l'Insee en 2022.
Elle appartient à l'unité urbaine d'Apprieu-Le Grand-Lemps, une agglomération intra-départementale regroupant cinq  communes, dont elle est ville-centre,,. Par ailleurs la commune fait partie de l'aire d'attraction de Grenoble, dont elle est une commune de la couronne,. Cette aire, qui regroupe 204 communes, est catégorisée dans les aires de 700 000 habitants ou plus (hors Paris),.

### Occupation des sols
L'occupation des sols de la commune, telle qu'elle ressort de la base de données européenne d’occupation biophysique des sols Corine Land Cover (CLC), est marquée par l'importance des forêts et milieux semi-naturels (46,4 % en 2018), une proportion sensiblement équivalente à celle de 1990 (46,6 %). La répartition détaillée en 2018 est la suivante : 
forêts (46,4 %), terres arables (24,9 %), zones agricoles hétérogènes (15,4 %), zones urbanisées (11,1 %), zones industrielles ou commerciales et réseaux de communication (2,2 %). L'évolution de l’occupation des sols de la commune et de ses infrastructures peut être observée sur les différentes représentations cartographiques du territoire : la carte de Cassini (XVIIIe siècle), la carte d'état-major (1820-1866) et les cartes ou photos aériennes de l'IGN pour la période actuelle (1950 à aujourd'hui).

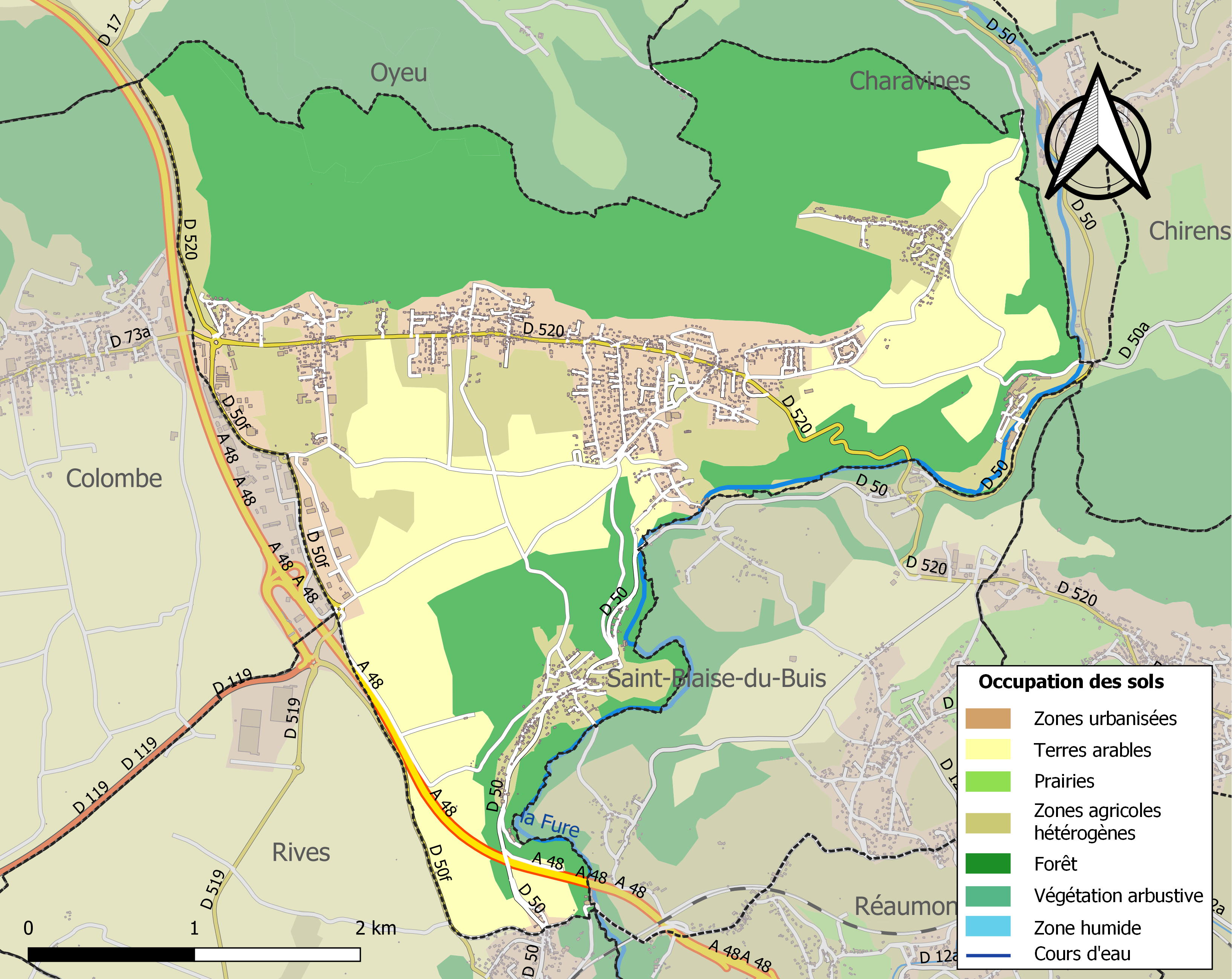
Carte des infrastructures et de l'occupation des sols de la commune en 2018 (CLC).

### Hameaux, lieux-dits et écarts
Voici, ci-dessous, la liste la plus complète possible des divers hameaux, quartiers et lieux-dits résidentiels urbains comme ruraux qui composent le territoire de la commune d'Apprieu, présentés selon les références toponymiques fournies par le site géoportail de l'Institut géographique national.
| - Plan du Rey - Plan bois - le Guichard - la Croisée de Bonpertuis / Bonpertuis - Gampaloup - le Champ du gris - le Chateney - Croix de Faure | - la Plaine - l'Oignon - la Couchonnière - la Robertière - le Bois - le Jacquin - la Contamine (Zone commerciale) - le Grand Champ (Zone artisanale) | - le Rivier (d'Apprieu) - les Chaumes - les Grandes Raies - les Rivolaux - les Serves - les Billonières - Bois du Devez - les Planes |

### Risques naturels et technologiques

#### Risques sismiques
L'ensemble du territoire de la commune d'Apprieu est situé en zone de sismicité no 3 (sur une échelle de 1 à 5), comme la plupart des communes de son secteur géographique, mais non loin de la zone no 4, située plus à l'est.
| Type de zone | Niveau            | Définitions (bâtiment à risque normal) |
| ------------ | ----------------- | -------------------------------------- |
| Zone 3       | Sismicité modérée | accélération = 1,1 m/s2                |

## Toponymie
Selon André Planck, auteur du livre L'origine du nom des communes du département de l'Isère évoque l'hypothèse de l'origine latine, soit avec le mot « Appricus » signifiant « exposé » qui désigne un endroit ensoleillé, soit avec le mot Apiarius qui désigne celui qui élève des abeilles (Apis en latin). Le patronyme « Apprio », nom attesté à la suite de la découverte d'une inscription découverte dans les environs de Grenoble est également évoqué.
Le nom de la commune peut également évoquer le nom d'un saint local (originaire de la Maurienne) dénommé Saint Apré (dit aussi Aper ou Aupre), originaire de Sens, que l'on invoque notamment pour guérir les rhumatismes. celui-ci a donné son nom aux villages de Saint-Aupre et Saint-Avre

## Histoire

Panorama au début du XXe siècle.

### Préhistoire et Antiquité
Durant l'Antiquité, les régions du Voironnais, de la Bièvre et de l'ensemble du Bas-Dauphiné sont peuplées par les Allobroges, un peuple gaulois dont le territoire était situé entre l'Isère, le Rhône et les Alpes du Nord.
À partir de -121, ce territoire, nommé Allobrogie, est intégré dans la province romaine du Viennois avec pour capitale la cité de Vienne qui était aussi le siège de l’ancien diocèse romain de Vienne. Ainsi, et jusqu'au Haut Moyen Âge, le territoire communal fait partie du Viennois.

### Moyen Âge et Temps modernes
Les forges de Bonpertuis sont installées sur le territoire de la commune depuis le XVe siècle.

## Politique et administration

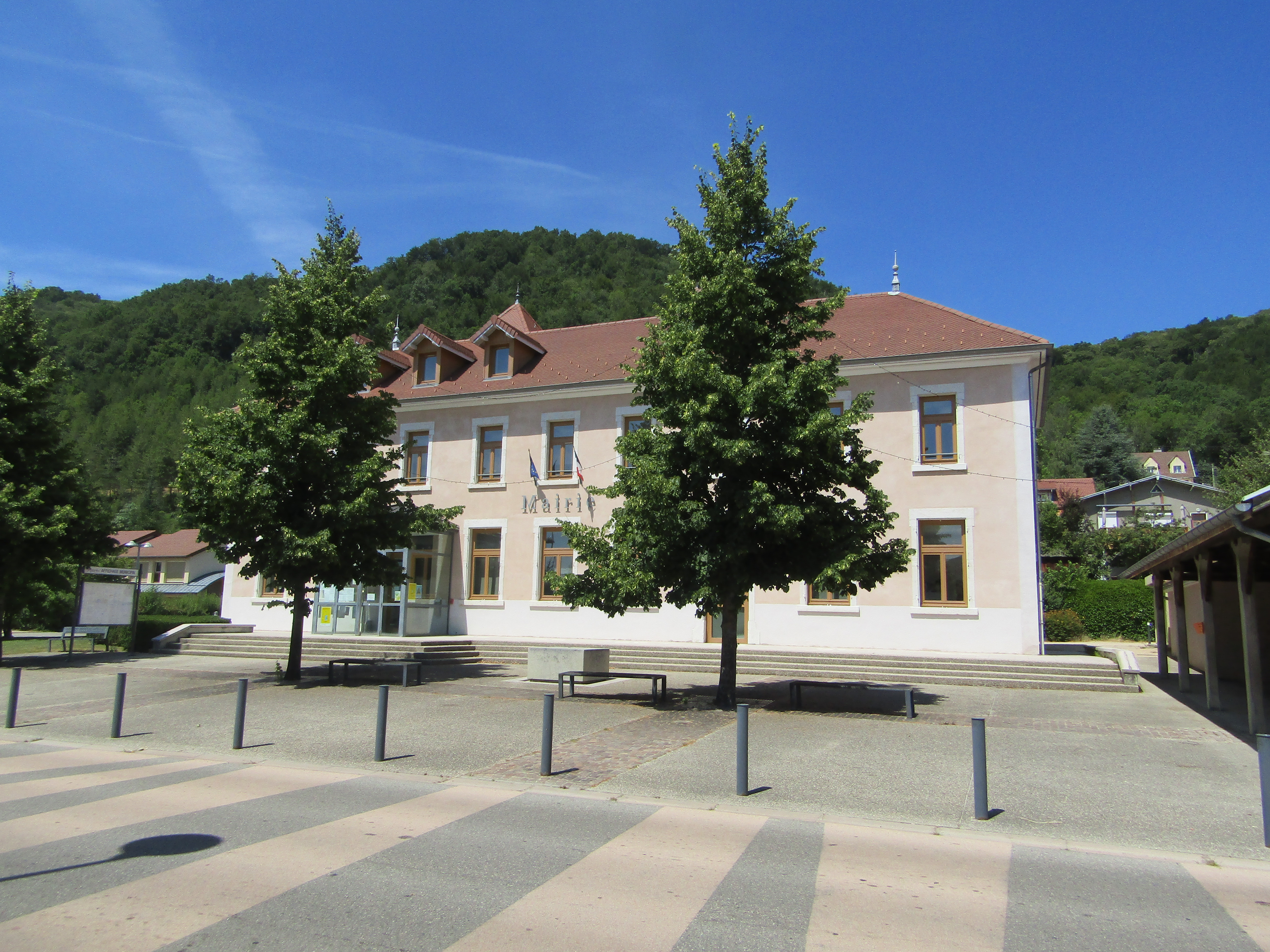
Hôtel de ville d'Apprieu en 2019

### Liste des maires
| Période                                  | Période   | Identité          | Étiquette | Qualité       |
| ---------------------------------------- | --------- | ----------------- | --------- | ------------- |
|                                          |           | Paul Croce        |           |               |
| juin 1995                                | mars 2008 | Bernard Vial      | PS        |               |
| mars 2008                                | mars 2014 | Georges Ferreri   | PS        |               |
| mars 2014                                | En cours  | Dominique Pallier | PS        | Fonctionnaire |
| Les données manquantes sont à compléter. |           |                   |           |               |

### Jumelages
En 2020, la commune n'est jumelée avec aucune autre commune française ou étrangère.

## Population et société

### Démographie
Les habitants sont nommés les Apprelans,.
L'évolution du nombre d'habitants est connue à travers les recensements de la population effectués dans la commune depuis 1793. Pour les communes de moins de 10 000 habitants, une enquête de recensement portant sur toute la population est réalisée tous les cinq ans, les populations de référence des années intermédiaires étant quant à elles estimées par interpolation ou extrapolation. Pour la commune, le premier recensement exhaustif entrant dans le cadre du nouveau dispositif a été réalisé en 2004.

En 2022, la commune comptait 3 602 habitants, en évolution de +9,82 % par rapport à 2016 (Isère : +3,07 %, France hors Mayotte : +2,11 %).
| 1793  | 1800  | 1806  | 1821  | 1831  | 1836  | 1841  | 1846  | 1851  |
| ----- | ----- | ----- | ----- | ----- | ----- | ----- | ----- | ----- |
| 1 297 | 1 439 | 1 555 | 1 469 | 1 480 | 1 478 | 1 480 | 1 811 | 1 861 |

| 1856  | 1861  | 1866  | 1872  | 1876  | 1881  | 1886  | 1891  | 1896  |
| ----- | ----- | ----- | ----- | ----- | ----- | ----- | ----- | ----- |
| 1 821 | 1 764 | 1 766 | 1 761 | 1 893 | 1 879 | 1 841 | 1 777 | 1 790 |

| 1901  | 1906  | 1911  | 1921  | 1926  | 1931  | 1936  | 1946  | 1954  |
| ----- | ----- | ----- | ----- | ----- | ----- | ----- | ----- | ----- |
| 1 725 | 1 724 | 1 704 | 1 500 | 1 588 | 1 604 | 1 483 | 1 493 | 1 541 |

| 1962  | 1968  | 1975  | 1982  | 1990  | 1999  | 2004  | 2006  | 2009  |
| ----- | ----- | ----- | ----- | ----- | ----- | ----- | ----- | ----- |
| 1 448 | 1 478 | 1 539 | 1 770 | 2 426 | 2 528 | 2 795 | 2 926 | 3 103 |

| 2014  | 2019  | 2022  | - | - | - | - | - | - |
| ----- | ----- | ----- | - | - | - | - | - | - |
| 3 225 | 3 380 | 3 602 | - | - | - | - | - | - |

### Enseignement
La commune est rattachée à l'académie de Grenoble et compte une école maternelle (Le Petit Prince) et primaire (Saint-Exupéry).

### Activités sportives
La ville d'Apprieu dispose d'un complexe sportif où différents sports sont exercés tels que le badminton, le basket-ball, la danse, le football, la gymnastique, le judo, la pétanque, le volley-ball et le tennis.

### Médias

#### Presse écrite
Le quotidien régional Le Dauphiné libéré, dans son édition locale Isère Nord, ainsi que l’hebdomadaire Les Affiches de Grenoble et du Dauphiné, relatent les informations locales liées à la commune et à la communauté de communes dont Colombe est le siège.

#### Presse audiovisuelle
La commune est située en outre dans le bassin d’émission des chaînes de télévision France 3 Alpes (France 3 Grenoble) et de téléGrenoble Isère. Elle également située sur l'aire de diffusion de radio Ici Isère, une radio publique qui émet sur tout le territoire du département de l'Isère.

### Cultes
La communauté catholique et l'église de Colombe (propriété de la commune) sont desservies par la paroisse Notre-Dame de Milin qui comprend sept autres clochers. Cette paroisse est elle-même rattachée au diocèse de Grenoble-Vienne.

## Économie
Les activités sur la commune sont des entreprises du bâtiment, des aciéries, des services d'études techniques, des services de jardinerie, des activités artisanales (commerces de la Grande distribution dans la zone commerciale de La Contamine), ainsi que des commerces et services de proximité.
Le tire-bouchon des couteaux suisses est fabriqué par l'entreprise Bonpertuis à Apprieu.

## Culture locale et patrimoine

### Lieux et monuments
- Les forges de Bonpertuis sont un monument répertorié à l'inventaire des monuments historiques : le four à cémenter l'acier fait l'objet d'une inscription par arrêté du 3 mars 2003[30]. C'est là que semble avoir été forgée l'épée de François Ier pour la bataille de Marignan.
- L'église paroissiale Saint-Pierre d'Apprieu, d'origine romaine.
- Le viaduc de la Fure.

Quelques photos de la ville d'Apprieu
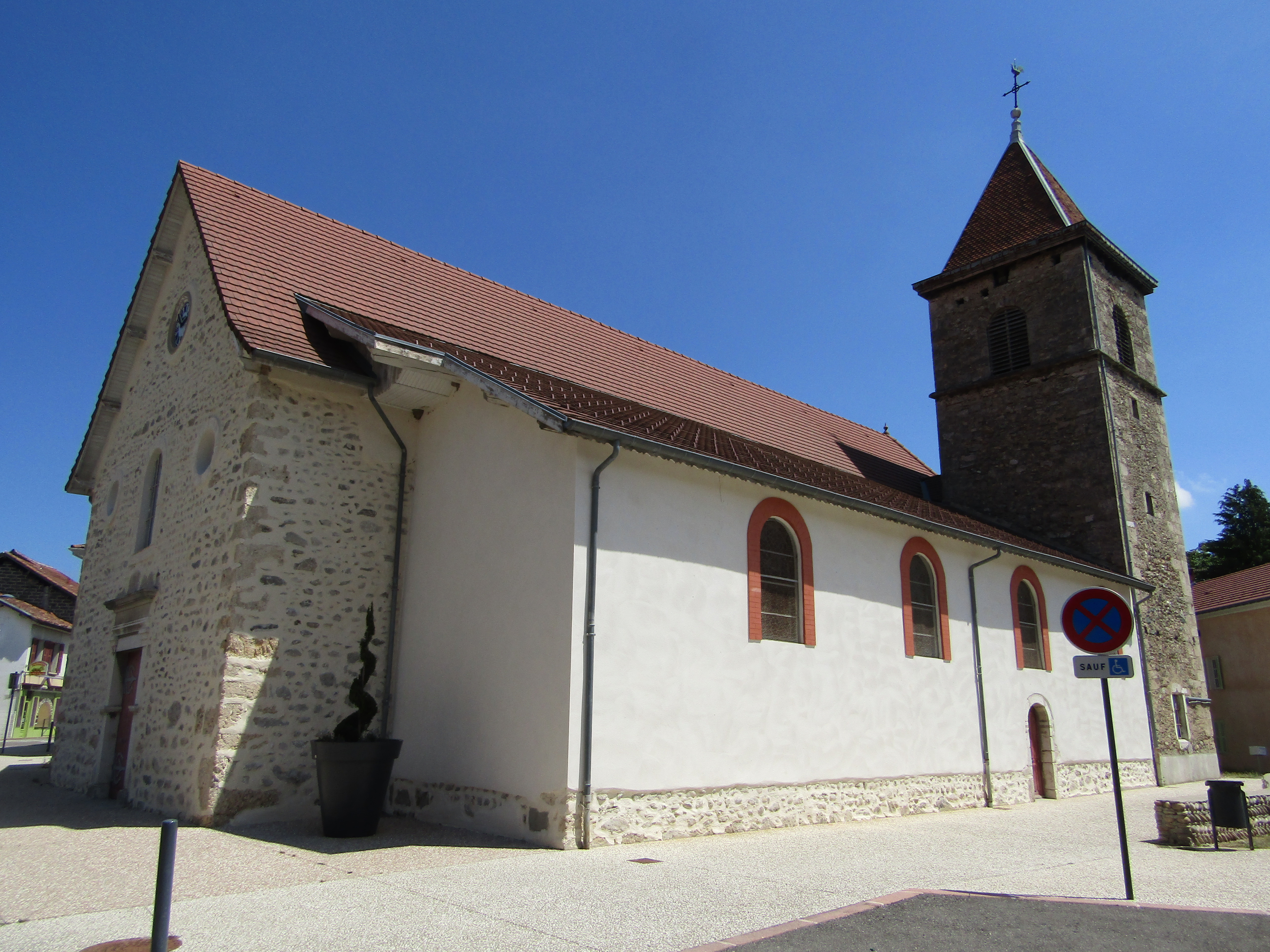
L'église en 2019.
La grande place au début du XXe siècle.
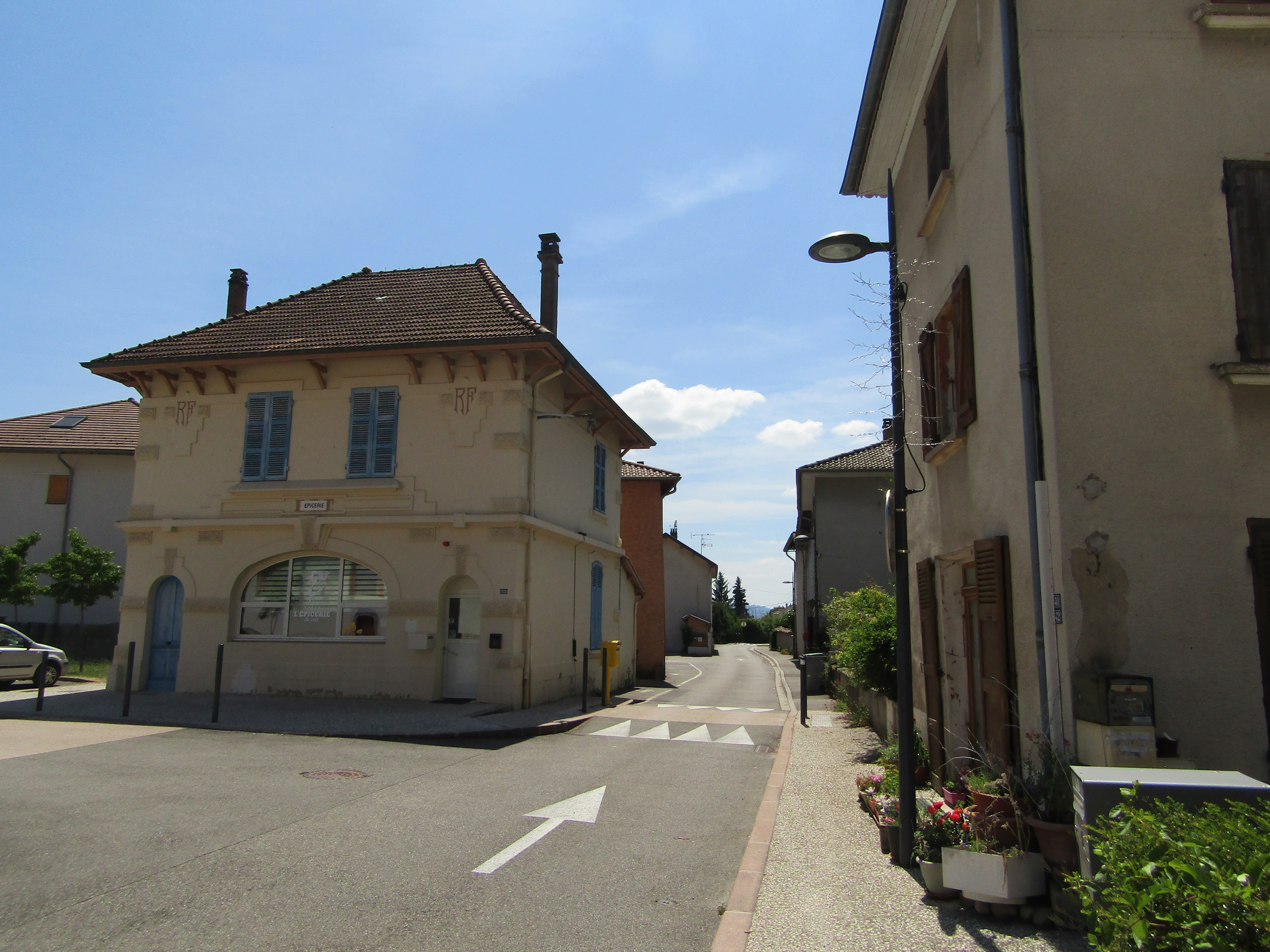
Le centre du village en 2019.
Les forges de Bonpertuis.
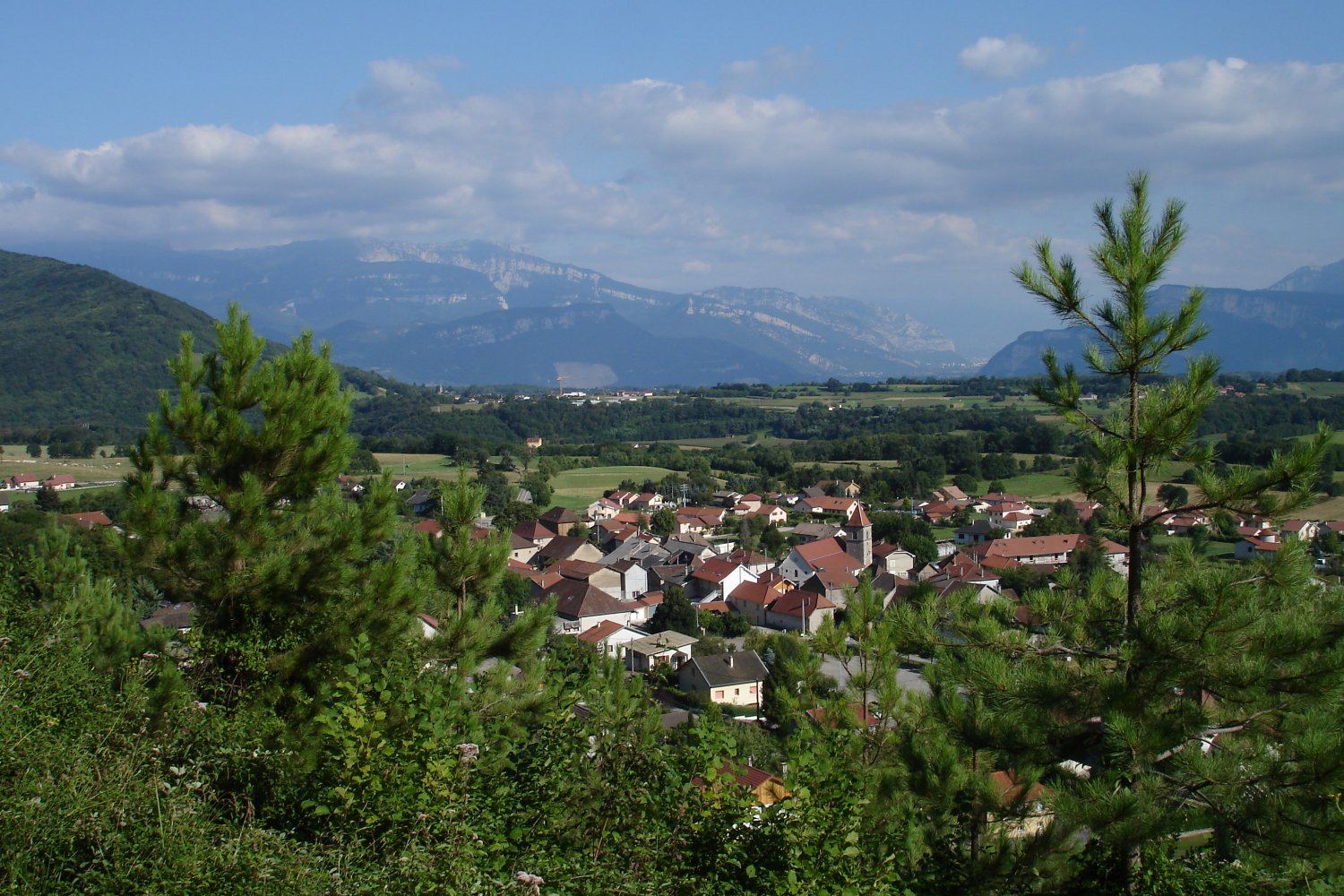
Apprieu en 2007.

### Personnalités liées à la commune
La famille Gourju installée à Apprieu en 1842 va reprendre les anciennes forges de Bonpertuis renommées depuis 1569 et probablement déjà bien auparavant, à l'époque cartusienne ancienne. Alphonse Gourju, maître de forges à Rives, Renage et Brignoud dans la vallée du Grésivaudan, installera à Bonpertuis un remarquable four à puddler (puddlage) bien conservé de nos jours.
La tradition du travail du fer sera poursuivi par la famille Experton [réf. nécessaire].

### Films tournés à Apprieu
- Les Rivières pourpres : policier français de Mathieu Kassovitz sorti en 2000, pour certaines scènes du bar et le squat des skinheads (ces bâtiments ont depuis été démolis) ainsi que pour les scènes du cimetière[31].

### Héraldique
| Blason de Apprieu | Blason  | Coupé : au premier parti au I de gueules à l'abeille d'or et au II de gueules aux deux clefs d'or passées en sautoir, au second d'azur au haut-fourneau au naturel ouvert du champ |
| Blason de Apprieu | Détails | Le statut officiel du blason reste à déterminer. |